# Sumber Jaya (Jati Agung)
Sumber Jaya is een bestuurslaag in het regentschap Lampung Selatan van de provincie Lampung, Indonesië. Sumber Jaya telt 3.739 inwoners (volkstelling 2010).